# Butuceni
Butuceni (in russo Бутучаны)  è un comune della Moldavia controllato dalla autoproclamata repubblica di Transnistria. È compreso nel distretto di Rîbnița.